# Стражата
Стражата е село в Северна България. То се намира в община Трявна, област Габрово. След обезлюдяването му през 80-те години на миналият век, то в днешно време се възражда и повечето му къщи са изкупени. 

## География
Село Стражата се намира в планински район.